# Техническая академия ВВС Германии
Техническая академия ВВС Германии (нем. Technische Akademie  der Luftwaffe). Годы существования: 1935—1945. Располагалась в Берлине, район Гатов до февраля 1945 года. Эвакуирована в Бад-Бланкенбург и Биберах. На базе Института баллистики Академии (нем. Ballistisches Institut der Technischen Akademie der Luftwaffe) в 1945 году образована лаборатория баллистики «Laboratoire de Recherches Techniques de Saint-Louis» (LRSL), преобразованная позднее в Германо-французский научно-исследовательский институт в Сен-Луи.

## Создание
При создании академии в 1935 году одной из задач планировалось чтение лекций техническому офицерскому составу ВВС Германии с целью его ознакомления с технической стороной службы. Кроме того, Академия являлась передовой исследовательской организацией Германии 1930 — 40-х гг., обеспечивавшей высокий уровень прикладных исследований в военно-технической области. В состав академии входили десять институтов:
- Баллистики — проф. Г. Шардин
- Математики и механики
- Физики
- Химии
- Испытаний материалов — проф., доктор-инженер Крюгер (Krüger)
- Связи — инж. Г. Гёбель (G. Goebel)
- Самолетостроения и динамики полета
- Двигателей — проф., доктор-инженер Холфелдер (Holfelder)
- Авиационного оборудования — проф. Самбраус (Sambraus)
- Измерений

Управление и финансирование академии осуществлялось двумя министерствами: Министерством авиации (RLM) и Министерством образования. Финансирование осуществлялось также по линии промышленных фирм и исследовательских лабораторий, по заказам которых академия проводила исследования.
На должность директора академии, задачей которого являлось обеспечение координации работы отдельных институтов, ежегодно выбирали одного из директоров институтов, обязанности которого по управлению собственным институтом не снимались. Последний директор Академии — профессор Вальтер Герман (Walter Hermann).
Кадровый состав академии насчитывал 300 человек, половина из которых работала в Институте баллистики.
По значимости работ и уровню проводимых исследований особое место в структуре академии принадлежало Институту баллистики, под руководством доктора-инженера, баллистика Губерта Шардина.

## Институт баллистики
В годы войны исследования Института концентрировались по следующим основным направлениям:
- Баллистика (внутренняя и внешняя), баллистика бомб, ударные волны
- Артиллерийские системы и техника измерений
- Изучение процессов детонации и кумуляции
- Изучение процессов пробития брони.

Фундаментальные исследования явления кумуляции начаты Институтом баллистики в 1939 году, завершены в основном к 1943 году.
Важным направлением работы Института являлась разработка методов баллистических измерений. Изучении процессов функционирования разрывных боеприпасов, взаимодействия боеприпасов кинетического действия с различными преградами осуществлялось при помощи трёх основных методов регистрации: искровой камеры Кранца-Шардина, высокоскоростной камеры с ячейкой Керра (разработана Эвальдом Фюнфером (Ewald Fünfer)) и рентгено-импульсной установки Röntgenblitz. В создании и использовании последнего метода германским ученым удалось опередить США и Великобританию. Так систематические исследования процессов детонации методом рентгено-импульсной съемки были начаты Институтом в 1939 году. В Германии был налажен выпуск многоанодной шестиразрядной рентгеновской установки, успешно применявшийся Институтом баллистики при проведении исследований детонации и кумуляции и при отработке кумулятивных боеприпасов.
Полный перечень технических отчетов Института баллистики представлен во второй ссылке, см.